# Bennie K
Bennie K  foi um duo feminino do Japão formado em 1999 por Yuki e Cico em Los Angeles. Fizeram sua estreia em janeiro de 2001 com o single "Melody" lançado pela gravadora For Life Music.

## Historia
Bennie K surgiu no ano de 1999 enquanto Cico estava na Nova Zelândia para cursar colegial, viajou para Los Angeles quando se formou. Lá ela conheceu Yuki, que estava vivendo na Califórnia para treinamento vocal. As duas participaram de um evento que encorajou a formação da banda.
Seu primeiro single, "Melody", foi lançado em 2001, seguido pelo "School Girls". Se segundo single foi usado como tema de encerramento para o anime "Parappa the Rapper". Três outros singles vieram antes do lançamento do primeiro álbum Cube em 24 de julho de 2002. Em meados de 2003, o single "Better Days" foi usado no filme "Hakenkreuz no Tsubasa". Mais tarde, em 5 de novembro de 2003 lançaram seu segundo álbum, Essence. 
Em 4 de novembro de 2004 lançaram seu terceiro álbum, Synchronicity. O duo traz seu R & B com influências do hip-hop em suas mangas, mas acima de tudo, como no single "Sunrise" , que vendeu mais de 116 mil cópias, deixa claro o seu J-pop, um estilo que não mudou muito desde os anos 1990. Seu quarto álbum lançado em 9 de novembro de 2005, Japana-rhythm, estreou em primeiro lugar na Oricon Albums Chart, tempo que a banda fez colaborações com Seamo. No dia 23 de maio de 2007, lançaram seu quinto álbum The World que alcançou o número três nas paradas.
Em 29 de outubro de 2008 lançaram o álbum Bestest Bennie K Show que recebeu uma revisão positiva com três estrelas do allmusic. O álbum traz um estilo pop e compila especificamente suas inúmeras colaborações. Há uma quantidade surpreendente de Inglês no álbum, que funciona bem para as suas sensibilidades pop, e então volta ao japonês com elementos de rap. Em 2008 lançaram também o álbum Best of the Bestest, que novamente foi bem recebido pelo allmusic com três estrelas.
Em 2010 formaram um grupo com o cantor estadunidense Becca chamado Bennie Becca.
Em 2021 Bennie K anunciou que estaria lançando "Finale" em 1 de dezembro, seu primeiro single em 12 anos e também o último, pois o grupo iria se desfazer oficialmente em 24 de maio de 2022. No entanto, elas já estavam em hiato desde 2009 por conta de Yuki estar focando mais em outras produções.

## Integrantes
- Yuki, nome completo: Yamamoto Yukiyo
- Cico, nome completo: Yamamoto Chieko
- DJ Hi-Kick

## Discografia
Álbuns de estúdio
- Cube (2002)
- Essence (2003)
- Synchronicity (2004)
- Japana-rhythm (2005)
- The World (2007)
- Best of the Bestest (2008)
- Bestest Bennie K Show (2008)